# Stadtkirche, Wittenberg
Mestna in župnijska cerkev sv. Marije (nemško Stadt- und Pfarrkirche St. Marien zu Wittenberg) je meščanska cerkev nemškega mesta Lutherstadt Wittenberg. Tam sta pridigala reformatorja Martin Luther in Johannes Bugenhagen, v stavbi pa je bilo tudi prvo obhajanje maše v nemščini in ne latinščini ter prvič v zgodovini razdeljevanja kruha in vina kongregaciji, to tako velja za matično cerkev protestantske reformacije. Leta 1996 je bila vpisana na Unescov seznam svetovne dediščine skupaj z grajsko cerkvijo Vseh svetih (Schlosskirche), Lutrovo hišo (Lutherhaus), Melanchthonhaus ter rojstno hišo in hišo smrti Martina Luthra v Eislebnu zaradi verskega pomena in pričevanja o trajni, globalni vpliv protestantizma.

## Zgodovina
Prva omemba Marijine župnijske cerkve sega v leto 1187. Prvotno leseni cerkvi v škofiji Brandenburg, je bil leta 1280 zgrajen sedanji kor in južna ladja kora. Med letoma 1412 in 1439 je bila ladja nadomeščena s sedanjo triladijsko strukturo in zgrajena dva stolpa, prvotno okronana s kamnitimi piramidami.
Prvo protestantsko bogoslužje je tu opravil Luther za božič leta 1521.
Leta 1522, po ikonoklazmu, ki ga je začel Andreas Bodenstein, je bila skoraj vsa notranja dekoracija porušena in odstranjena, tako da je na zunanjosti južne stene ostal še vedno ohranjen visokosrednjeveški Judensau. Ob vrnitvi v Wittenberg iz Wartburga je Luther v mestni cerkvi pridigal svoje znamenite invokavitske pridige. Luther se je 13. junija 1525 tukaj poročil s Katharino von Bora, obred pa je vodil njegov kolega in prijatelj Johannes Bugenhagen.
Leta 1547, med šmalkaldensko vojno, so kamnite piramide stolpov odstranili, da so naredili ploščadi za topove. Kljub vojni so v cerkvi odkrili oltarno sliko Lucasa Cranacha starejšega. Leta 1556 so ploščadi nadomestile ohranjene osmerokotne kape, ura in prostor za urarsko tehniko. Temu je sledila razširitev vzhodnega konca in zgoraj ležeče Ordinandenstube. Leta 1811 je Carlo Ignazio Pozzi preoblikoval notranjost cerkve v neogotsko shemo.
Cerkev je bila ponovno obnovljena v letih 1928 in tudi v letih 1980–1983.

## Oprema
V cerkvi je kip Lucasa Cranacha starejšega in njegovega sina Lucasa Cranacha mlajšega poslikan oltar, običajno imenovan »reformacijski oltar«. Cranach starejši je oblikoval oltar in poslikal večji del sprednje strani; Cranach mlajši je poslikal plošče na zadnji strani in dokončal sprednjo stran. Oltar je bil dokončan leta 1547 in še istega leta vgrajen v cerkev. Po izročilu je Johannes Bugenhagen posvetil oltar. Osrednja plošča na sprednji strani prikazuje Zadnjo večerjo z Martinom Luthrom (kot »Junker Jörg«) kot enim od učencev. Predela prikazuje tudi Luthra, kako pridiga o križanem Kristusu kongregaciji Wittenberg. V upodobitvi zakramenta krsta na levi plošči Philipp Melanchthon obuja otroka iz krsta. Desna plošča med drugim prikazuje Johannesa Bugenhagena. Oltar je bil leta 2016 obnovljen.
Epitaf za Paula Eberja vsebuje sliko Delavci v Gospodovem vinogradu Lucasa Cranacha mlajšega.
Na južni zunanji steni je vidna kiparska upodobitev sodobnega »Judensau« iz visokega srednjega veka. Ta protijudovski motiv je postal priljubljen v srednjem veku. »Krasil« je javne stavbe in cerkve (nekatere še danes) in je bil namenjen očrnitvi in norčevanju iz takratnih Judov. Leta 1988 so v imenu mestne župnije v zemljo pod upodobitev Judensaua vgradili spominsko ploščo kiparja Wielanda Schmiedela, da bi opozorili na zgodovinske posledice sovraštva do Judov. Deželno sodišče Dessau-Roßlau je leta 2019 odločilo, da kip ni bil kazniva razžalitev. Februarja 2020 je višje deželno sodišče v Naumburgu potrdilo, da se ta kip lahko ohrani. Javno vidno prikazovanje reliefa ne predstavlja objektivnega kaznivega dejanja žalitve 185. člena Kazenskega zakonika niti ne krši splošnih osebnostnih pravic tožnika. Relief je prvotno služil zaničevanju, norčevanju in poniževanju Judov. Če bi ga gledali ločeno, bi torej veljali za žalitev Judov. Vendar ob upoštevanju posebnih okoliščin iz tega ni več mogoče razbrati pravno kršitvenega pomena. Zdaj je del sklopa eksponatov, ki jih glede na lokalne razmere ni mogoče spregledati, ki razkrivajo toženčev namen, da ga ohrani kot del kulture spomina in spominjanja. Informativno besedilo na poševnem prikazu jasno izraža, da se obdolženec distancira od preganjanja Judov, Luthrovih protijudovskih spisov in še posebej od posmehljivega in posmehljivega cilja »sramotne plastike«. 14. junija 2022 je potekal VI. Civilni senat Zveznega sodišča je zavrnil pritožbo tožnika.

### Oltarna slika
V cerkvi je mojstrska oltarna slika Lucasa Cranacha mlajšega. Cranach je večino svojega življenja živel v Wittenbergu, zato so se številni bogati meceni odločili, da imajo Cranachovo spominsko sliko namesto nagrobnika. Ti obkrožajo oltarno sliko.

### Orgle
Orgle v mestni cerkvi je leta 1983 zgradilo orglarsko podjetje Sauer (Frankfurt ob Odri). Uporabljeni so bili deli prejšnjih orgel. Veliko osrednje polje sprednje strani je bilo vzeto iz orgel iz leta 1811, ponovno pa so bili uporabljeni tudi nekateri registri z orgel iz leta 1928. Glasbilo ima 53 registrov na treh manualih in pedalu. Z izjemo električnih sklopk je igranje mehansko, registrsko delovanje pa električno. Orgle imajo sodoben sistem nastavitev s 4000 kombinacijami in stalno programiranim valjem.

### Zvonovi
V začetku leta 2000 je bil prenovljen zvonik v južnem stolpu, vključno z Marijinim in Nedeljskim zvonom. Ti zvonovi so bili obešeni na nove hrastove jarme in opremljeni z novo klapo. Ob tej priložnosti so ulili zvon Orate.

## Zanimive grobnice
- Johannes Bugenhagen
- Cranachova spominska slika Sari Cracow († 1563), Bugenhagnovi hčerki
- Lucas Cranach mlajši
- Cranachov spomenik Paulu Eberju
- Spomin na Melchiorja Fenda († 1564) Jezus v templju Petra Spitzerja in Cranacha
- Spomenik Franziskusu Oldehorstu († 1565) avtorjev Cranach in Peter Spitzer
- Cranachova spominska slika Casparja Niemecka († 1562).
- Spominska slika Samuelu Selfischu († 1615)
- Spominska slika Nikolausu von Seidlitzu († 1582) Kristus je vstal iz svojega groba Augustina Cranacha

## Judensau
Na pročelju cerkve je Judensau ali judovski prašič iz leta 1305. Upodablja rabina, ki svinji gleda pod rep in druge Jude, ki pijejo iz njenih seskov. Napis se glasi »Rabini Shem hamphoras«, blebetanje, ki domnevno ponareja »shem ha-meforasch« (skrivno ime Boga). Skulptura je eden zadnjih preostalih primerov »srednjeveške vabe Judov« v Nemčiji. Leta 1988, ob 50. obletnici Kristalne noči, se je razvnela razprava o spomeniku, ki je privedla do dodane skulpture, ki priznava, da je bilo med holokavstom »pod znamenjem križa« pomorjenih šest milijonov Judov.
V Vom Schem Hamphoras (1543) Luther komentira kip Judensau v Wittenbergu, odmeva antisemitizem podobe in locira Talmud v črevesju svinje:
Tukaj na naši cerkvi v Wittenbergu je v kamnu izklesana svinja. Pod njo sesajo mladi prašiči in Judje. Za svinjo je rabin nagnjen nad svinjo, dvigne njeno desno nogo, visoko drži njen rep in pozorno gleda pod njen rep in v njen Talmud, kot da bere nekaj bistrega ali izjemnega, kjer zagotovo dobijo svoje Shemhamphoras.

## Galerija
- Oltarna slika Lucasa Cranacha starejšega in sina Lucasa Cranacha mlajšega
- Leva tabla: (Philipp Melanchthon je opravil krst)
- Centralna tabla: (Zadnja večerja)
- Desna tabla: (Johannes Bugenhagen upravlja "moč ključa")
- Spodnja tabla: (Martin Luther pridiga pred Kristusovo podobo)